# Каштрелуш
Каштрелуш (порт. Castrelos; МФА: [kɐʃ.ˈtɾe.ɫuʃ]) — парафія в Португалії, у муніципалітеті Браганса. Розташована в північно-східній частині країни, на теренах історичної португальської провінції Трансмонтана. Входить до складу округу Браганса. За адміністративним поділом, чинним до 1976 року, терени парафії були складовою провінції Трансмонтана і Верхнє Дору. Належить до Брагансько-Мірандської діоцезії Католицької церкви. Патрон — Іван Хреститель. Площа — 19,0294 км². Населення — 127 ос. (2011). Слабо урбанізований регіон. Густота населення — 6,67 осіб/км²
. Код — 040208.

## Населення
| Кількість мешканців | Кількість мешканців | Кількість мешканців | Кількість мешканців | Кількість мешканців | Кількість мешканців | Кількість мешканців | Кількість мешканців | Кількість мешканців | Кількість мешканців | Кількість мешканців | Кількість мешканців | Кількість мешканців | Кількість мешканців | Кількість мешканців |
| ------------------- | ------------------- | ------------------- | ------------------- | ------------------- | ------------------- | ------------------- | ------------------- | ------------------- | ------------------- | ------------------- | ------------------- | ------------------- | ------------------- | ------------------- |
| 1864                | 1878                | 1890                | 1900                | 1911                | 1920                | 1930                | 1940                | 1950                | 1960                | 1970                | 1981                | 1991                | 2001                | 2011                |
| 451                 | 496                 | 452                 | 477                 | 482                 | 497                 | 505                 | 497                 | 509                 | 437                 | 328                 | 332                 | 273                 | 186                 | 127                 |